# امي نتاتلت (ابن يعقوب)
امي نتاتلت هو دُوَّار يقع بجماعة ابن يعقوب، إقليم طاطا، جهة سوس ماسة في المملكة المغربية. ينتمي الدوّار لمشيخة ابن يعقوب التي تضم 6 دواوير. يقدر عدد سكانه بـ 1360 نسمة حسب الإحصاء الرسمي للسكان والسكنى لسنة 2004.

## روابط خارجية
- البوابة الوطنية للجماعات الترابية
- المندوبية السامية للتخطيط